# سیارک ۲۴۲۳۸
سیارک ۲۴۲۳۸ (به انگلیسی: 24238 Adkerson، نامگذاری:1999XQ97) بیست و چهار هزار و دویست و سی و هشتمین سیارک کشف شده‌است که در ۷ دسامبر ۱۹۹۹ کشف شد.
قدر مطلق سیارک برابر ۱۷.۸ است.